# Makkari
|  | Per a altres significats, vegeu «Al-Maqqarí». |

Makkari真狩村 (Makkari-mura) és un poble al districte d'Abuta, a la subprefectura de Shiribeshi, a Hokkaidō, Japó. El 2008, el poble tenia una població estimada de 2.323. La superfície total és de 114,43 km².

## Geografia
Makkari és a la falda sud de la muntanya Yotei. El nom deriva del terme ainu "mak-kari-pet", que significa que flueix al voltant del mont Yotei. Makkari limita amb els municipis de:
- Subprefectura de Shiribeshi
  - Kutchan
  - Kyōgoku
  - Kimobetsu
  - Niseko
  - Rusutsu
- Subprefectura d'Iburi
  - Toyoura
  - Tōyako

## Història
El 1897 el poble de Makkari se separà del d'Abuta (ara Toyako). El 1901 el poble de Kaributo (ara poble de Niseko) es va separar de la vila de Makkari. El 1906 el poble de Makkari poble es va convertir en una vila de segona classe. El 1910 el poble de Makkari poble va ser traslladat de la subprefectura de Muroran Subprefectura (ara subprefectura d'Iburi) per la subprefectura de Shiribeshi. El 1917 el poble de Kimobetsu (ara ciutat) es va separar de la vila de Makkari. El 1922 el poble de Makkaribetsu (ara vila de Makkari) es va separar de la vila de Makkari. El 1925 el poble de Makkari va canviar el seu nom a vila de Rusutsu. El 1941 el poble de Makkaribetsu canvia el seu nom pel de vila de Makkari.

## Agermanaments
- Kanonji, prefectura de Kagawa (des de 1991)[3]